# Южный (Кореновский район)
Южный — посёлок в Кореновском районе Краснодарского края. Входит в состав Кореновского городского поселения.

## География
Расположен в 5 км к югу от города Кореновска.

### Улицы
| - пер. Краснооктябрьский, - пер. Советский, - ул. Краснооктябрьская, - ул. Новая, - ул. Октябрьская, | - ул. Победы, - ул. Свободная, - ул. Северная, - ул. Симонова, - ул. Советская. |

## Население
| 2002 | 2010 |
| ---- | ---- |
| 790  | ↘720 |